# Circaeasteraceae
Famille
Classification APG III (2009)
Les Circaeasteraceae (ou Circaéastéracées) sont une famille de plantes à fleurs dicotylédones de l'ordre des Ranunculales. Elle ne comprend qu'une ou deux espèces (Circaeaster agrestis et optionnellement Kingdonia uniflora).
Ce sont de petites plantes herbacées, aux feuilles à nervation dichotomique et aux petites fleurs à carpelles séparés, des régions tempérées d'Asie.

## Étymologie
Le nom vient du genre-type Circaeaster dérivé du grec Κίρκη / Circe, déesse de la magie, connue pour sa vaste connaissance des drogues, des herbes et de la sorcellerie, et du Latin aster (étoile).

## Classification
Optionnellement, la classification phylogénétique APG II (2003) place, dans cette famille Kingdonia uniflora une plante herbacée, rhizomateuse, originaire de Chine. Cette espèce peut aussi être assignée à la famille Kingdoniaceae.
La classification phylogénétique APG III (2009), qui a évité toute option, y place systématiquement Kingdonia uniflora, rendant la famille Kingdoniaceae invalide.

## Liste des genres
La classification phylogénétique APG III (2009) inclut dans cette famille le genre Kingdonia, précédemment placés dans la famille Kingdoniaceae.

Selon Angiosperm Phylogeny Website (16 mai 2010) et NCBI (22 avr. 2010) (Plus conforme à APGIII puisqu'il incorpore le genre Kingdonia anciennement dans Kingdoniaceae) :
- genre Circaeaster Maxim.
- genre Kingdonia Balf.f. & W.W.Sm.

Selon World Checklist of Selected Plant Families (WCSP) (22 avr. 2010) et DELTA Angio (22 avr. 2010) :
- genre Circaeaster Maxim. (1881)

## Liste des espèces
Selon NCBI (22 avr. 2010) (Plus conforme à APGIII puisqu'il incorpore le genre Kingdonia anciennement dans Kingdoniaceae) :
- genre Circaeaster
  - Circaeaster agrestis
- genre Kingdonia
  - Kingdonia uniflora (anciennement dans Kingdoniaceae')

Selon World Checklist of Selected Plant Families (WCSP) (22 avr. 2010) :
- genre Circaeaster Maxim. (1881)
  - Circaeaster agrestis Maxim. (1881)